# 에이블루
에이블루는 대한민국의 음악 그룹이다. 2022년 싱글 앨범 [Color_the start]로 데뷔했다.

## 구성원
| 이름 | 소개 |
| ---- | ---- |
| ON   |      |
| 원준 |      |
| 성수 |      |
| YOU  |      |
| 석준 |      |
| 규찬 |      |

## 음반
- Color_the start (2022)
- FAKE LOVE (2023)
- Blue Of Winter (2023)